# Enregistrements historiques

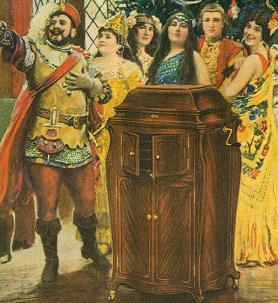
Publicité pour un phonographe (1915)

Enregistrement historique est un terme utilisé dans le monde de la musique classique pour indiquer les enregistrements d'importance historique, mais le plus souvent réalisé avec la technologie sonore limité, sans son stéréophonique,. Disposant d'une grande banque d'enregistrements, EMI Classics republie régulièrement des enregistrements historiques. La Bibliothèque du Congrès rend disponible, gratuitement, des enregistrements historiques au grand public.